# Anna Åfelt
Anna Åfelt, född 16 januari 1817 i Vinslövs socken, Kristianstads län, död 22 maj 1884 i Önnestads församling, Kristianstads län, var en svensk folkskollärare.
Åfelt var känd som "Skol-Annan" och var en av de första svenska kvinnorna som utbildade sig till folkskollärare och blev anställd som ordinarie folkskollärare. Hon var från 1837 verksam i Önnestad. När den allmänna folkskolan infördes 1842 krävdes att alla dess lärare hade lärarexamen. Hon ansökte om dispens och tog 1847 som första kvinna folkskollärarexamen i Lund. 